# 凱文·柯恩
凱文·柯恩（Kevin Kern，1958年12月22日—），美国鋼琴家和作曲家，被认为是新世紀音樂（New Age）風格的代表人物。

## 生涯
凱文在18個月大的時候，就在鋼琴上演奏《平安夜》。他在4歲開始學習鋼琴，8歲開始作曲。14歲创办乐团「The Well-Tempered Clavichord」并与之演出。儘管自出生以來他就被认定为法定盲人（legal blindness），但他仍然決心成為一名鋼琴家。
1996年發行第一張專輯《綠鋼琴》，在美國Billboard新世紀榜上蟬聯26週。
2002年在台灣舉行第一場亞洲演奏會。
他發行了十張專輯，包括一張精選專輯和兩本歌曲。他還發行了僅限日本的CD和歌曲集，以及僅在亞洲發行的另一張專輯。

## 專輯

### 錄音室專輯
- 綠鋼琴（In the Enchanted Garden，1996年）
- 時間之河（Beyond the Sundial，1997年）
- 夏日夢舞（Summer Daydreams，1998年）
- 珍愛今生（In My Life，1999年）
- 雲淡風輕（Embracing the Wind，2001年）
- 真愛無盡（More than words，2002年）
- 風的迷藏（The Winding Path，2003年）
- 光陰故事（Imagination's Light，2005年）
- 幸福藍天（Endless Blue Sky，2009年）
- 陶醉琴韵（Enchanted Piano，2012年）
- Christmas（Christmas，2012年）
- When I Remember（When I Remember，2016年）
- 日晷之夢（Sundial Dreams，2020年）

### 其他專輯
- Through Your Eyes: Kevin Kern Collection（2002年，僅於日本發行）
- 真愛無盡（More Than Words: The Best of Kevin Kern，2002年）

## 樂譜
- In the Enchanted Garden songbook
- Through Your Eyes: Kevin Kern Collection songbook（日本）
- Kevin Kern Piano Album songbook（韩国）
- Imagination's Light songbook

## 外部連結
- 凯文·柯恩官方网站（页面存档备份，存于）